# Neosisyphus rubrus
Neosisyphus rubrus là một loài bọ cánh cứng trong họ Bọ hung (Scarabaeidae).